# Marino Magliani
Marino Magliani es un escritor y traductor italiano. Vive en la costa holandesa.

## Biografía
Ha visitado y tenido conferencia en muchas universidades  en Europa y Norteamérica.
Sus relatos breves y extractos de sus obras han aparecido en la revista «Nuovi Argomenti», ha participado en varias antologías, entre ellas Delitti in provincia (Guanda, 2008). Dirige la serie "Xaimaca" (ficción hispanoamericana) y "Senza rotta" por la editorial italiana Arkadia.
En mayo de 2021, se publicó la novela histórica Il cannocchiale del tenente Dumont (L'Orma editore), que fue incluida entre las 12 candidatas al Premio Strega 2022.
En abril de 2023, en el año del centenario del nacimiento del escritor Italo Calvino, Magliani publicó la novela Il bambino e le isole (Un sogno di Calvino), para la editorial 66thand2nd.
Sus obras están traducidas al español, inglés, francés, alemán, neerlandés, rumano, polaco y danés.

## Libros

### Novelas
- Molo express (Centro Editoriale Imperiese, 1999), con prefactio de Giuseppe Conte
- L'estate dopo Marengo (Philobiblon, 2003)
- Quattro giorni per non morire (Sironi editore, 2006)
- Il collezionista di tempo (Sironi editore, 2007)
- Quella notte a Dolcedo (Longanesi, 2008)
- La tana degli Alberibelli (Longanesi, 2009)
- La spiaggia dei cani romantici (Instar libri, 2011)
  - La playa de los perros románticos. Iliada Ediciones. 2019. p. 238. ISBN 9781703300857.
- Amsterdam è una farfalla (Ediciclo, 2011)
- Soggiorno a Zeewijk (Amos, 2014) 
  - El ojo de Rembrandt. Carpe Noctem. 2023. p. 170. ISBN 9788412426694.[2]
- Il canale Bracco (Fusta, 2015)
- Aren'aria (Fusta, 2016)
- Il creolo e la costa (Fusta, 2016)
- L'esilio dei moscerini danzanti giapponesi (Exòrma Edizioni, 2017)
- Prima che te lo dicano altri (Chiarelettere, 2018)
  - Antes que otros te lo digan. Edicola Ediciones. 2023. p. 316. ISBN 9789569277542.[3]
- Il cannocchiale del tenente Dumont (L'Orma, 2021)
- Il bambino e le isole (66thand2nd, 2023)

### Cuentos
- Non rimpiango, non lacrimo, non chiamo (Transeuropa, 2010), con Vincenzo Pardini
- La ricerca del legname (duepunti edizioni, 2012)
- Zoo a due (PerdisaPop 2013), con Giacomo Sartori, prefatio di Beppe Sebaste y portada de Andrea Pazienza.
- Liguria Spagna e altre scritture nomadi (Pellegrini, 2015), con Riccardo Ferrazzi
- Carlos Paz e altre mitologie private (Amos Edizioni, 2016)
- Animali non domesticabili (Exòrma Edizioni, 2019), con Giacomo Sartori, Paolo Morelli y Paolo Albani
- Andante crociera, illustraciones de Chiara Fabbri Colabrich (Betti Editrice, 2022)
- Peninsulario (Italo Svevo edizioni, 2022)

### Poemas
- All'ombra delle palme tagliate (Amos, 2018)

### Novelas gráficas
- Sostiene Pereira, ilustrada por Marco D'Aponte y basada en la novela homónima de Antonio Tabucchi (Tunuè 2014)
- La ricerca del legname, ilustrada por Marco D'Aponte (Tunuè, 2017)
- Quattro giorni (Miraggi 2020) basada en la novela Quattro giorni per non morire, guion de Andrea B. Nardi, dibujos de Marco D'Aponte.
- La luna e i falò, ilustrada por Marco D'Aponte y basada en la novela homónima de Cesare Pavese (Tunué, 2020)